# 横川賢次
横川 賢次（よこかわ けんじ、1945年4月1日 - ）は、埼玉県出身の元アマチュア野球選手（外野手）、野球指導者。

## 来歴・人物
熊谷高等学校を経て、立教大学に入学する。
大学卒業後に、社会人野球のサッポロビールで俊足強打の外野手として活躍した。
1985年春から1995年までに母校の立教大学の監督を務め、1989年の秋季リーグでチームを23年ぶりの優勝に導いた。長嶋一茂、矢作公一、川村丈夫、広池浩司らを指導した。また次男は甲子園出場を経験して野球部に入部、監督を退いた翌年に主将を務めた。